# Zaalhockey

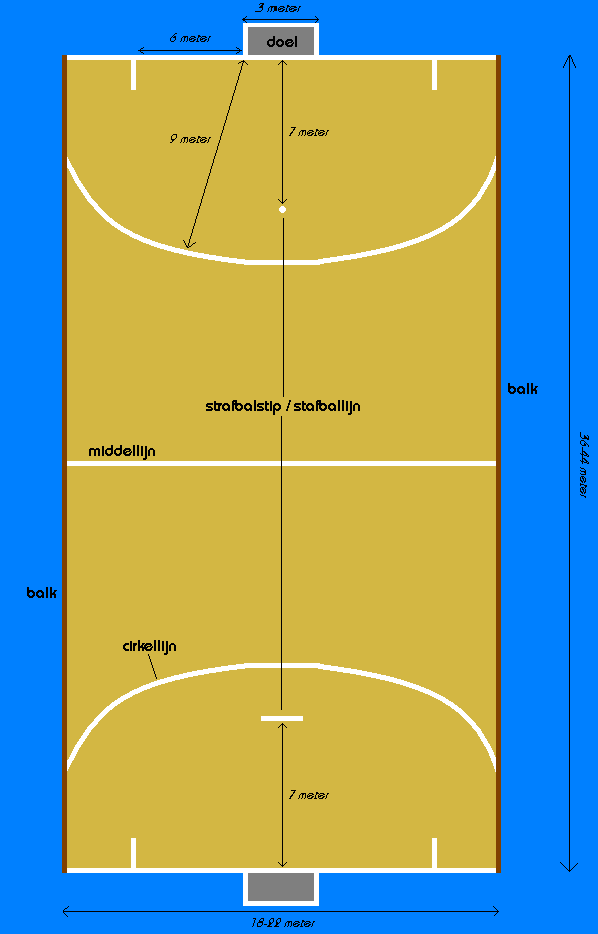
Een zaalhockeyveld en zijn afmetingen

Zaalhockey is een balsport, die vooral in Europa wordt beoefend. Het is een variant op veldhockey, maar wordt indoor (in een zaal) gespeeld (unihockey ofwel floorball is een geheel andere indoor balsport). Bovendien zijn de spelregels anders dan bij veldhockey. Zaalhockey wordt in de Nederlandse hockeycompetitie met name gespeeld in de wintermaanden december, januari en februari, de maanden waarin niet gespeeld wordt op het veld. Veel hockeyclubs in Nederland hebben daarom voorzieningen voor het spelen van zaalhockey en beschikken naast veldhockeyteams ook over zaalhockeyteams.

## Het spel
Bij zaalhockey zijn er andere spelregels dan bij gewoon hockey. Voorbeeld; in tegenstelling tot veldhockey, mag bij zaalhockey de bal alleen hoog als het een schot op doel betreft. Een zaalhockeyteam bestaat uit maximaal twaalf personen, waarvan 6 spelers in het veld en de overige als wisselspelers op hun teambank. Het veld is kleiner dan een gewoon hockeyveld.
Verder zijn er bij zaalhockey geen zijlijnen. Daar liggen balken die gebruikt kunnen worden om de bal naar voren te spelen. Een bal is slechts uit als hij over de balk heen gaat of over de achterlijn gaat.
Een zaalhockeywedstrijd duurt 2 keer 20 minuten en kent een pauze van maximaal 5 minuten. De organisator van de competitie en teams kunnen andere afspraken maken.

## Geschiedenis
Zaalhockey werd voor het eerst gespeeld in Duitsland en Oostenrijk.

### Nederlandse Kampioenschap
Omdat de winter van 1962/1963 in Nederland zo streng was en er lange tijd niet op het veld kon worden gespeeld, gingen veel mensen zaalhockeyen. In de jaren 60 is de zaalhockeysport in Nederland steeds groter geworden. In Leiden werd in 1969/1970 het eerste Nederlands kampioenschap georganiseerd, zie ook de lijst van Landskampioenen zaalhockey. Er waren 25 dames- en 35 herenteams die deelnamen. In de jaren zeventig en 80 groeide het aantal zaalhockeyers in Nederland gestaag door. Sinds 1989 wordt de zaalhockeycompetitie door de districten georganiseerd. Vanwege het vaak overvolle veldhockeyprogramma deden de Nederlandse Nationale teams van 1990 tot 2000 niet mee aan internationale zaalhockeywedstrijden. Ook in de jaren 90 groeide het aantal in de zaal hockeyende Nederlanders flink.

### Europees Kampioenschap
Het EK Zaal voor heren werd voor het eerst in 1974 gehouden. De mannenploeg behaalde daar de 2e plaats, evenals in 1980. In 1976 en 1984 werd er beslag gelegd op het brons. Daarna volgde er een luwte. Door de toegenomen populariteit van zaalhockey in Nederland nam het Nederlands herenteam in 2000 weer deel aan het Europees Kampioenschap zaalhockey, maar voor B-landen. Door winst op dit toernooi promoveerden de Nederlandse heren naar de A-divisie en was Nederland een A-land binnen de zaalhockeywereld. Tijdens het EK van 2006 in Eindhoven was de mannenploeg zevende geworden. Dit betekende dat de ploeg in 2008 terug deel moest nemen aan het EK voor B-landen, maar promoveerde direct weer naar de A-landen. In 2010 werd de ploeg weer 3e, evenals in 2020 en 2022.
Het EK Zaal voor Dames werd voor het eerst in 1975 gehouden. De vrouwenploeg werd tussen 1975 - 1987 4x 2e. In deze finales werd telkens verloren van Duitsland. Op het EK van zowel 2004 als 2006 werd de vrouwenploeg opnieuw tweede achter Duitsland. In 2008 was de 3e plaats het hoogst haalbare. In 2014 en 2016 werd de vrouwenploeg Europees Kampioen en de jaren daarna werd telkens de finales gehaald, maar niet gewonnen.

### Wereldkampioenschap
In februari 2007 zijn de Nederlandse dames voor het eerst in de geschiedenis wereldkampioen in de zaal geworden. De formatie van bondscoach Herman Kruis won in Wenen zeven wedstrijden op rij en veroverde daarmee de wereldtitel. De verrassende finalist Spanje werd met 4-2 verslagen. De damesploeg herhaalde die prestatie in 2015 en was verliezend finalist (en dus tweede) in 2003, 2011 en 2018.
De herenploeg werd ook eenmaal wereldkampioen indoor hockey, met name door winst in 2015 tegen Oostenrijk op het WK in Leipzig, Duitsland.

## Nederlandse Landskampioenen Zaalhockey
- Lijst van Nederlandse landskampioenen zaalhockey